# Stranded Deep
Stranded Deep ist ein Survival-Computerspiel, das vom australischen Studio Beam Team Games für Windows, Mac OS und Linux entwickelt wurde.

## Spielprinzip
Der Spieler ist nach einem Flugzeugabsturz als einziger Überlebender auf einer Insel im Pazifik gestrandet, wo er Rohstoffe sammeln und verarbeiten (Crafting) muss, um zu überleben und letztlich in die Zivilisation zurückkehren zu können. Gespielt werden kann seit Oktober 2021 auch im Coopmodus. Das Spiel bietet dynamisches Wetter und einen Tag-Nacht-Zyklus. Außerdem gibt es ein Bausystem, bei dem sich die Spieler zum Beispiel einen Unterschlupf oder ein Floß zur Erkundung des Ozeans bauen können. Die Ressourcen sind begrenzt und müssen daher verwaltet werden. Da die Vorräte, die die Spieler tragen können, begrenzt sind, müssen Gegenstände für die anstehende Aufgabe priorisiert werden. Die Spieler müssen ebenfalls auf ihre Grundbedürfnisse wie Gesundheit, Hunger, Durst und Schlaf achten und diesen nachgehen. In gesunkenen Schiffswracks und auf Inseln findet sich seltenere Ausrüstung. Die Inseln entstehen per Zufallsgenerierung oder können in einem integrierten Karteneditor selbst entworfen werden.

## Entwicklung und Veröffentlichung
Das Spiel wurde von dem vom australischen Studio Beam Team Games entwickelt und erschien am 23. Januar 2015 für Windows, Mac OS und Linux in der Early-Access-Version. Telltale Games plante das Spiel im Oktober 2018 für PlayStation 4 und Xbox One über das Label Telltale Publishing zu veröffentlichen. Als Telltale Games im September 2018 die Schließung des Studios bekanntgab, gab Beam Team Games an, alles getan zu haben, um die Konsolenversionen pünktlich zu starten. Am 21. April 2020 erschien das Spiel schließlich auch für die PlayStation 4 und Xbox One. Die Early-Access-Phase für den PC wurde mit der Veröffentlichung von Version 1.0 am 11. August 2022 beendet.

## Rezeption
GameStar bezeichnet das Spiel als Robinson-Crusoe-Simulator. Zwar mache das Spiel Spaß, aber gerade die alten Entwicklerversionen bieten zu wenig Inhalt. Gelobt wird die Atmosphäre der Flora und Fauna im Spiel, die das Gefühl der Isolation verstärken und für Abwechslung sorgen. Im Gegensatz zu anderen Survival-Vertretern, die viel Wert auf die Kämpfe legen, liegt hierbei mehr der Fokus auf der Natur und der Einsamkeit. Das Spiel wurde von den Nutzern auf Steam weitgehend positiv bewertet und schaffte es nach der Early-Access-Veröffentlichung in die Topseller. Weitere Bekanntheit erlangte das Spiel auch durch Let’s Plays auf YouTube.

## Trivia
- Stranded Deep ist nicht zu verwechseln mit der Computerspielreihe Stranded von Unreal Software, in welcher der Spieler ebenfalls auf einer einsamen Insel ums Überleben kämpfen muss, oder mit dem Computerspiel Stranded: Alien Dawn von Haemimont Games, in dem eine Gruppe auf einem fremden Planeten ums Überleben kämpft.